# 엘리사베타궁

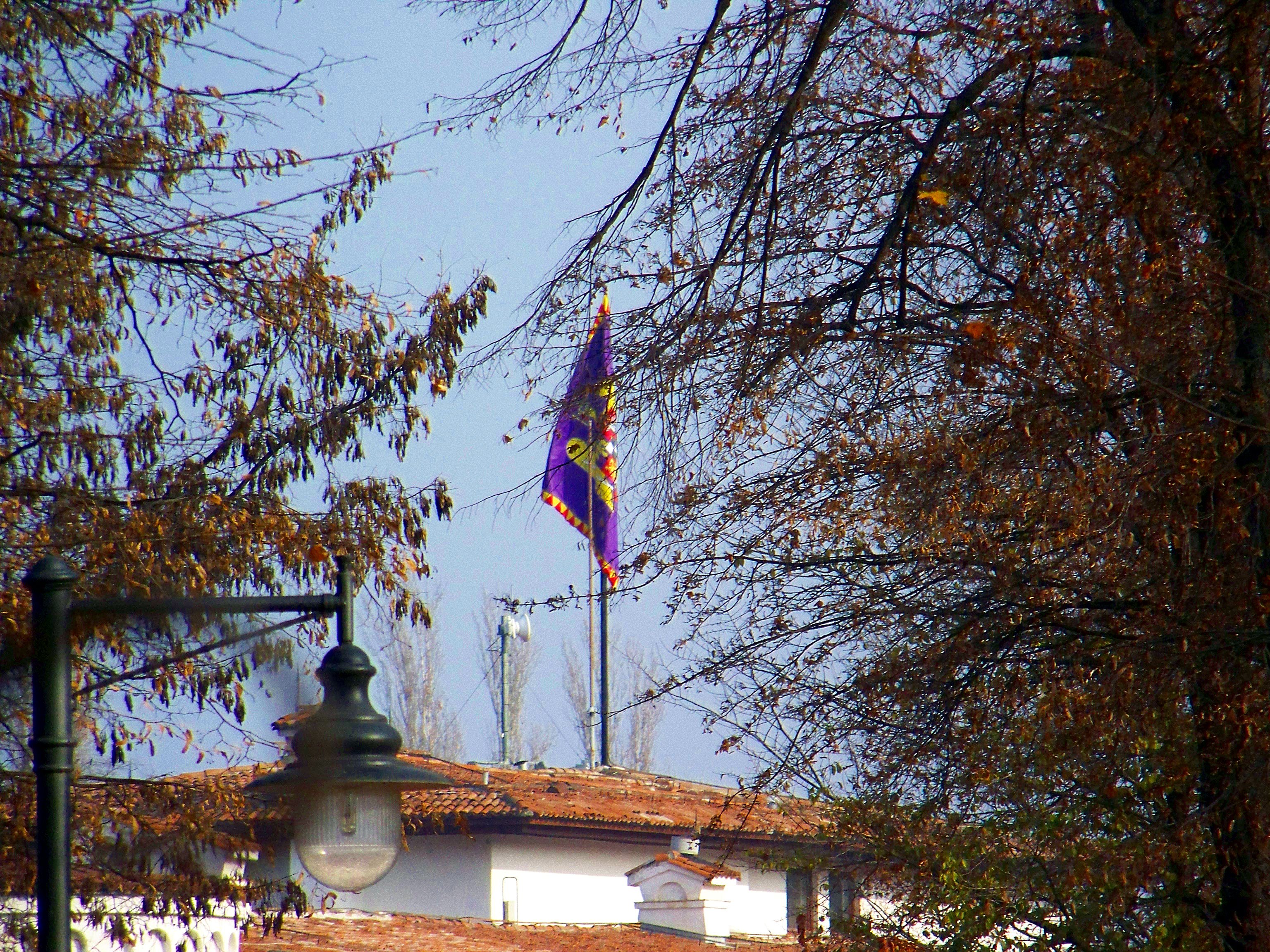
엘리사베타 궁전에 왕세녀기(王世女旗)가 게양되어 있는 모습. 2011년 11월

엘리사베타 궁전(루마니아어: Palatul Elisabeta)은 루마니아의 수도인 부쿠레슈티에 있는 궁전으로, 현재는 명목상의 루마니아 왕국의 국왕인 미하이 1세와 그 가족들인 로므니아 왕가의 구성원들이 거주하는 장소이다.

## 개요
1930년에 루마니아의 국왕이었던 카롤 2세가 그의 누이 엘리사베타(前 그리스 왕비)를 위한 목적으로 의뢰하여 처음 설계되었으며, 실제로 궁전이 건설된 것은 1936년의 일이었다. 그러나 1947년에 루마니아 인민 공화국이 선포되면서 이 궁전에 거주하던 왕실 일가가 스위스로 대거 추방되었고, 이후로 궁전은 오랫동안 비워져 있었다. 현재는 루마니아 정부의 승인을 받아 과거에 추방되었던 국왕 미하이 1세의 가족들이 다시 거주하게 되었고, 현재도 이 곳은 옛 루마니아 왕실의 중심이 되어있다.